# Municipio de San Juan Juquila Mixes
El municipio de San Juan Juquila Mixes (del náhuatl: xiuh, quilitl ‘hermoso, legumbre’‘Lugar de legumbres hermosas’) es uno de los 570 municipios que conforman al estado mexicano de Oaxaca. Pertenece al distrito de Yautepec, dentro de la región sierra sur. Su cabecera es la localidad homónima.

## Geografía
El municipio abarca 314.33 km² y se encuentra a una altitud promedio de 1480 m s. n. m., oscilando entre 2100 y 400 m s. n. m.

## Demografía
De acuerdo al último censo, realizado por el INEGI en 2010, en el municipio habitan 3924 personas, repartidas entre 13 localidades.